# Caí
A Caí egy északkelet-délnyugat irányú, 285 kilométer hosszú folyó Brazíliában, Rio Grande do Sul állam keleti részén. Völgyében főként német telepesek létesítettek településeket a 19. század második felében.

## Nevének eredete
A Caí név a régi időkben itt élő tape és guaicanã indiánoktól származik, jelentése „az erdő folyója” (ka'a = erdő; y = folyó).

## Vízrajz
Rio Grande do Sul fennsíkján (planalto), 900 méteres magasságban ered, Tainhas település közelében, São Francisco de Paula község területén. Számos kisebb mellékvizet magába fogadva nyugat felé folyik, majd a fennsík szélét elérve délnyugat felé fordul és kanyonszerű völgyet alkot a bazaltban, a lejtő három lépcsőfokán leereszkedve. Ezután dél felé fordul és eróziós munkája megszűnik, átadva helyét az üledékképződésnek. Nova Santa Rita község területén a Jacuí deltájába, majd onnan a Guaíba-tóba ömlik; tengerszint feletti magassága a torkolatnál mindössze 25 méter. Hossza 285 kilométer és 41 községet érint; vízgyűjtő területe közel 5000 km2. Nagyobb városok a Caí völgyében: Caxias do Sul, Montenegro, Sapiranga, Canela, São Sebastião do Caí.

## Helytörténet
A Caí völgyében kezdetben természeti népek éltek, majd a 18. században portugál birtokosok telepedtek le. A farroupilha-felkelés alatt több katonai műveletre került sor a folyó mentén; 1839. február 1-én Bento Manuel Ribeiro itt semmisítette meg a császáriak két ágyúnaszádját és egy gyorsnaszádját. A 19. század közepétől a Caí völgye a brazíliai német bevándorlás egyik fő célpontja lett. A Caí, Sinos és Taquari völgyei felé irányuló belső migráció során a németek különböző etnikumú bevándorlókkal keveredtek, sajátos kultúrát kialakítva. A folyamat során a hajózási társaságok és kereskedőházak német családok tulajdonában voltak. A vasútvonalak 20. századi kiépítéséig a régió kereskedelmének nagy részét a folyó mentén bonyolították le.